# Hirsch-Katastrophe

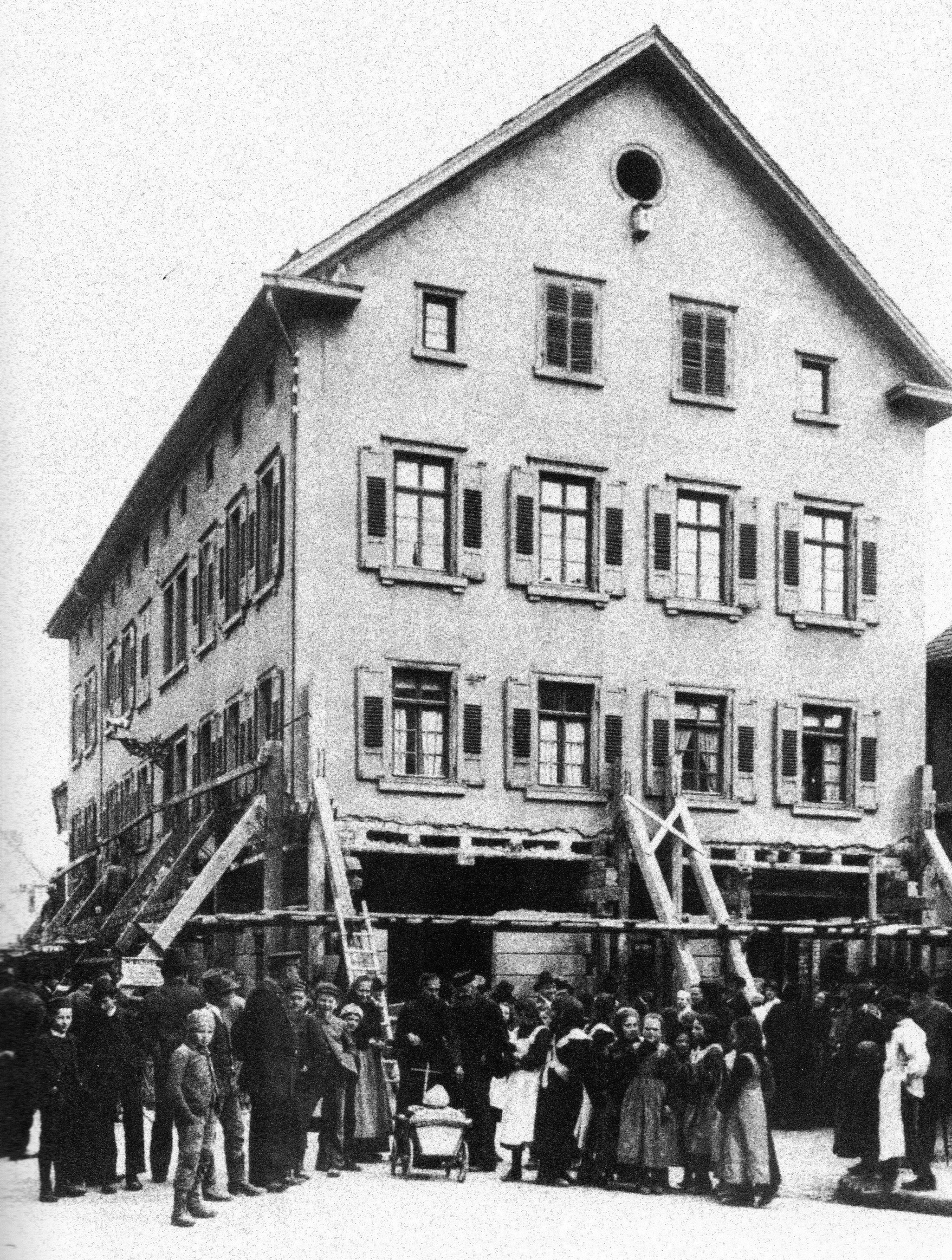
Der Gasthof kurz vor dem Einsturz

Als Hirsch-Katastrophe wird der Einsturz des Gasthauses „Hirsch“ im württembergischen Nagold am 5. April 1906 bezeichnet. Bei dem Versuch, das Bauwerk anzuheben, starben mehr als 50 Personen. Durch das Fehlen eines Zutrittsverbots für das Gebäude und die unmittelbare Umgebung während der Arbeiten wurden des Weiteren über 100 weitere Passanten verletzt. Auch in den Obergeschossen der Gaststätte befanden sich trotz der Baumaßnahmen weiterhin Schaulustige, die sich mit dem Gebäude anheben lassen wollten und durch den Einsturz zu Tode kamen.
Der Leiter des Projektes, der Bauunternehmer Erasmus Rückgauer, der mit einer eigens ausgearbeiteten Methode zuvor bereits rund 80 Häuser anhob, überlebte leicht verletzt und wurde später aufgrund seiner vielzähligen Versäumnisse zu einer mehrmonatigen Haftstrafe verurteilt. Aufgrund einer schweren Erkrankung und seines bald darauffolgenden Todes konnte er diese allerdings nicht mehr antreten.

## Gebäude
Der Gasthof wurde 1852 errichtet, nachdem der Vorgängerbau in der Nacht zum 23. September 1850 dem Nagolder Innenstadtbrand zum Opfer gefallen war. Er stand auf dem Grundstück an der Ecke Hirschstraße/Marktstraße gegenüber dem Rathaus. 1868 wurde er durch einen Anbau erweitert, so dass er 1906 etwa 24 Meter lang, 11,25 Meter breit und 650 Tonnen schwer war. Das Gebäude besaß ein Souterrain, zwei volle Stockwerke und einen Kniestock. Der Unterstock war aus Sandsteinquadern gemauert, der Rest des Hauses bestand aus ausgemauertem und verputztem Riegelfachwerk. Der Eingang befand sich auf der Seite der Marktstraße. Das Erdgeschoss enthielt eine Remise und Holzställe. Zwei Wirtschaftszimmer sowie die Küche und eine Privatwohnung waren im ersten Stock untergebracht, im zweiten Stock befanden sich ein größerer Saal sowie Wirtschafts- und Fremdenzimmer. Geschmückt war das Haus mit einer plastischen Darstellung eines Hirsches als Wirtshauszeichen.

## Vorgeschichte
Am 27. Dezember 1905 erwarb Theodor Neudeck das Gebäude von seinem Schwiegervater, dem ehemaligen Wirt des „Hirschen“. Er plante, das Gasthaus, in dem zu diesem Zeitpunkt mehrere Vereine verkehrten, umzugestalten. Im Zuge der Veränderungen sollte das Wirtshaus um etwa 1,60 Meter angehoben werden. Die Pläne für die Umgestaltung fertigte Stadtbaumeister Joseph Lang an, der auch die Bauarbeiten überwachen sollte. Die Anhebung des Gebäudes wurde jedoch in einem gesonderten Auftrag vergeben. Erasmus Rückgauer erstellte am 22. Februar 1906 ein Angebot, in dem er ausdrücklich die Verantwortung für etwaige Unfälle, die auf sein Verschulden oder das seiner Angestellten zurückzuführen seien, übernahm. Dabei wies er die Schuld an „Zufälle[n]“ oder „durch unsichtbare Konstruktionsfehler vorkommende Schäden“ jedoch zurück. Die Hebung sollte 4000 Mark kosten. Im März 1906 wurden die von Josef Lang vorgelegten Pläne vom Gemeinderat gebilligt. Hinsichtlich der Gebäudehebung wurde zudem die Sperrung eines Teils der Marktstraße für Fuhrwerke am betreffenden Tag, eine Abschrankung des Gebäudes in einem Abstand von bis zu vier Metern sowie das Anbringen von Warntafeln beschlossen. Ferner behielt sich die Baubehörde weitere Anordnungen vor.
Der Wirtshausbetrieb blieb auch für die Zeit der Anhebung des Gebäudes gestattet, da weder Josef Lang noch Erasmus Rückgauer davor gewarnt hatten. Rückgauer hatte zu diesem Zeitpunkt bereits rund 80 Gebäude gehoben, gedreht oder transloziert, wobei lediglich der Versuch, das Café Waldburg in Lichtental bei Baden-Baden zu heben, missglückt war und mit dem Einsturz des Gebäudes geendet hatte. In Nagold dürfte besonders die erfolgreiche Hebung des Gasthofs „Zum Grünen Baum“ in Altensteig bekannt gewesen sein.

## Methode
Rückgauer nutzte ein System, das in den 1890er-Jahren in den USA entwickelt worden war. Er pflegte vor seinen Gebäudehebungen keine genaueren Erkundigungen über den Zustand des jeweiligen Hauses einzuziehen, sondern hielt eine Begehung des Inneren für ausreichend. Die Gebäude wurden, soweit ein solcher Bedarf erkannt wurde, vor der Hebung ausgebessert, dann von ihrem Fundament abgetrennt und mit einem Balkenrost unterfangen. Das Gebäude wurde dann mit Sprießen und Streben umschlossen und mit Gleitrollen versehen. Ferner wurde das Gewicht des Hauses berechnet, und es wurden je nach Bedarf Winden aufgestellt. Zwischen den Windenplatten und dem Rost wurden Rundhölzer senkrecht eingestellt.

## Ereignisse

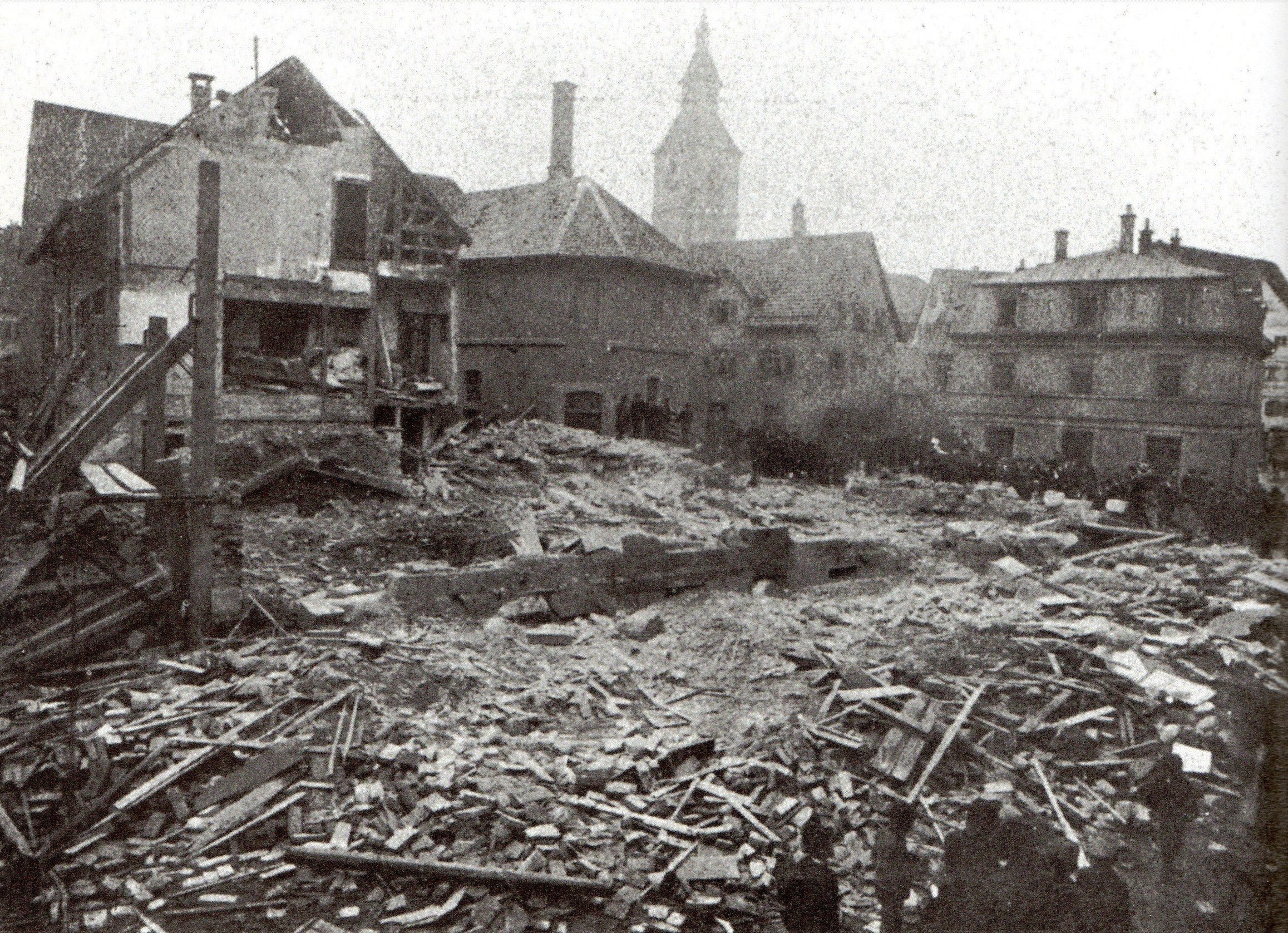
Der eingestürzte Gasthof

Die Hebung des Gasthauses sollte am Donnerstag, dem 5. April 1906, erfolgen. Ab 7:00 Uhr morgens wurde daran gearbeitet. Neudeck hatte vertragsgemäß die Bedienungsmannschaft an den Winden zu stellen. Erasmus Rückgauer hatte nur seinen Zimmerpolier Kübler sowie sieben eingewiesene Arbeiter mitgebracht. Neudeck griff auf etwa 20 Personen zurück, die unter Zimmermeister Benz arbeiteten. Dazu kamen 25 Arbeiter des Baugeschäfts Beutler und Drescher sowie 20 bis 30 Mitglieder des Turnvereins und des Liederkranzes sowie weitere Personen, die sich zum Teil offenbar spontan an der Bedienung der Winden beteiligten. Zuletzt waren ungefähr 100 Personen an den Winden beschäftigt. Die Kontrolle sollten neben Kübler noch Benz und Drescher sowie die Arbeiter Zugermaier und Luz führen. In der Anklageschrift wurde das Treiben jedoch später mit einem Ameisenhaufen verglichen. Die Zähne der Windenbewegung wurden nicht gezählt, und gemessen worden sei nicht oder nicht mit der notwendigen Sorgfalt. Die äußere Kontrolle teilten sich Erasmus Rückgauer und einige weitere Personen. Auch hier fehlte es laut der Anklage an einer verlässlichen Organisation. Laut Baurat Schmid konnte man schon um 8:00 Uhr morgens feststellen, dass der Anbau an der Marktstraße im Verhältnis zum restlichen Haus zu tief lag. Eine dreiviertel Stunde später war er vom Flügelbau des Hauses abgerückt, um 9:00 Uhr begannen die Firstziegel sich zu verschieben und eine halbe Stunde später stand die hintere Wand des Treppenhauses ab. Diverse Risse wurden beobachtet. Etwa um 10:30 Uhr war ein Knall zu hören. Der südliche Giebel nahm zeitweise eine hängende Position ein, gegen 11:00 Uhr wich das Treppenhaus von den Ständern ab, so dass erfahrene Arbeiter sich weigerten, an dieser Stelle noch tätig zu werden. Um 12:30 Uhr befand sich der südliche Giebel 5 bis 6 cm tiefer als der nördliche, die Hebung im Küchenbereich ging zu diesem Zeitpunkt laut Schmid nicht vorwärts und unter dem linken Küchenfenster sei ein erster Stein aus der Wand gefallen. Durch weiteres Heben habe sich eine Verschiebung des Gebäudes ergeben. An der Grenze zum Anbau seien Dachziegel herabgestürzt, danach sei die nordöstliche Eckpforte im ersten Stock eingebrochen. Wenige Minuten später habe das Gebäude erst eine Schwenkung nach Süden und dann nach Norden vollführt und sei dann trichterartig eingestürzt, wobei die hintere Dachhälfte in den Hof, der südliche Giebel in die Hirschstraße gefallen sei. Die eine Außenwand der Langseite sei dabei in die Marktstraße gedrückt worden.
Abgesehen von den etwa 100 Arbeitern befanden sich zum Zeitpunkt des Einsturzes noch weitere Personen in dem Gasthof, da der Wirtshausbetrieb im ersten Stock, der über eine Nottreppe erreichbar war, fortgeführt wurde und sich auch im Saal im zweiten Stock Menschen aufhielten, die sich mit dem Gasthaus anheben lassen wollten.
Oberamtsarzt Dr. Fricker gab die Zahl der Todesopfer des Einsturzes mit 52 an. Die Mehrheit dieser Menschen erstickte unter den Trümmern und im Bauschutt. Auf der Tafel in der Grabkapelle, die später für die Opfer errichtet wurde, werden allerdings 53 Namen genannt; Gottlob Müller starb offenbar an den Spätfolgen des Unglücks erst im Dezember 1906. Ferner wurden knapp 100 Verletzte gezählt.
Unmittelbar nach dem Einsturz begannen Bergungsarbeiten. Die Toten wurden im Rathaus aufgebahrt, die Verletzten zum Teil ebenfalls ins Rathaus gebracht. Aus Freudenstadt und Calw wurden Verbandsstoffe, Tragbahren und Instrumente mit Hilfszügen angeliefert. Rückgauer, der auf die verschiedenen Warnzeichen abwiegelnd reagiert hatte und selbst mit verschüttet worden war, hatte Verletzungen erlitten, konnte aber noch am selben Tag im Auto seines Schwiegersohns nach Stuttgart zurückfahren.

### Unglücksursache
Baurat Schmid aus Stuttgart, der den Fall später untersuchte, erklärte, der Gasthof habe sich nicht in hebungsfähigem Zustand befunden. Insbesondere seien die Balken, die auf dem Erdgeschoss geruht hätten, speziell unter der Küche und dem Abtritt, morsch und zum Teil gebrochen gewesen, und auch im ersten Stock hätten sich im Bereich der Küche, des Treppenhauses und des Abtritts morsche Holzteile befunden. Lang habe einige Stellen ausbessern lassen, was aber schon im Vorfeld von einigen Arbeitern für nicht ausreichend angesehen worden sei. Auch hätten sich in dem Gebäude schadhafte Kamine befunden. Der Rost, der unter der Decke des Erdgeschosses eingelegt worden sei, habe aus drei verschiedenen Teilen ungleicher Höhe bestanden und konnte das Haus nicht sicher zusammenzuhalten. Dieses sei auch nicht versteift und durch zusätzliche Verbindungen der einzelnen Teile gesichert worden. Auch die Zahl der verwendeten Ständer – insgesamt 18 – sei zu gering gewesen. Die Verteilung der 85 Winden von der Maschinenfabrik Esslingen erfolgte willkürlich. Beanstandet wurden auch die Kugelgelenke der Winden, die Rückgauer als seine persönliche Spezialität angepriesen hatte.

## Reaktionen

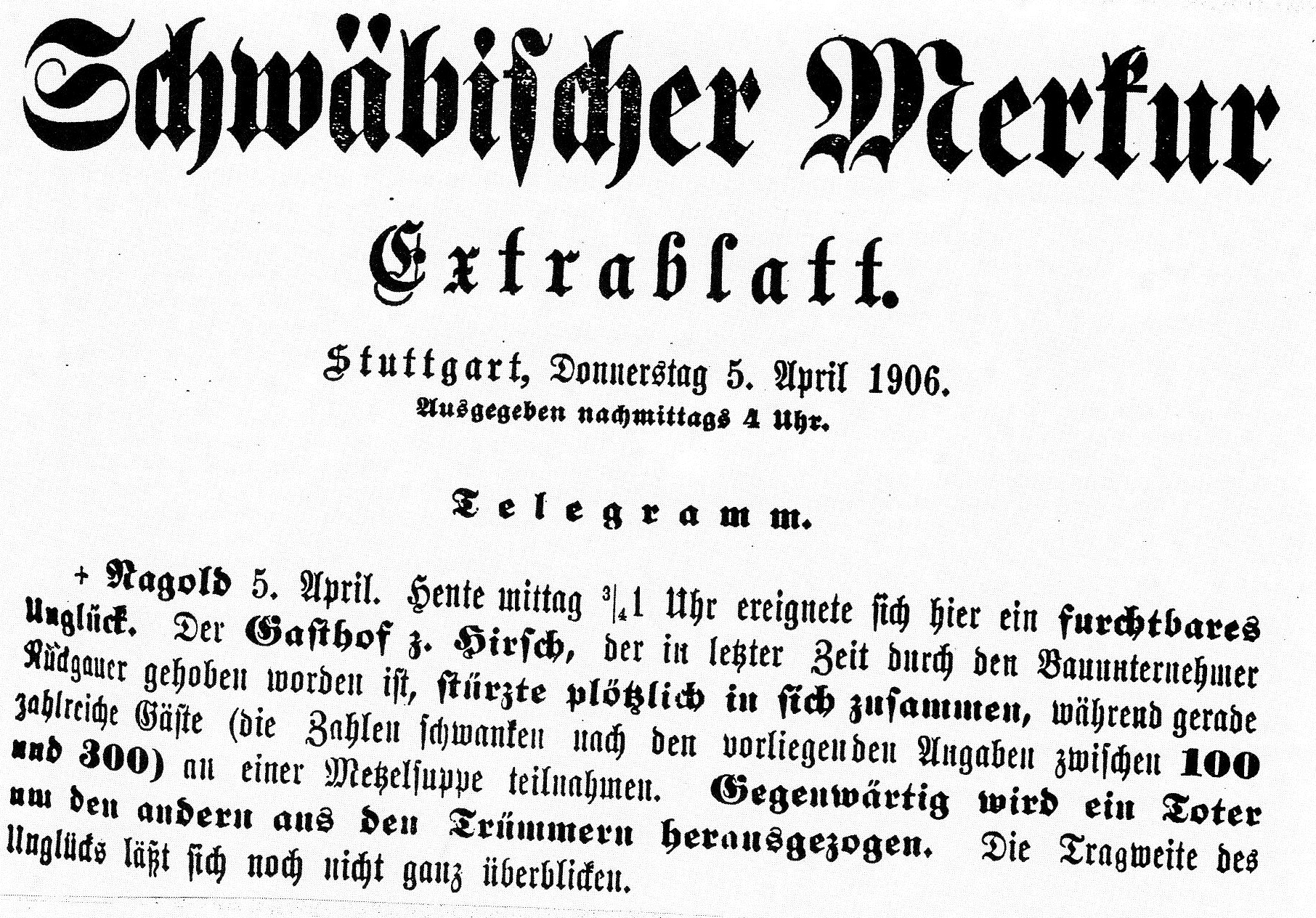
Die erste Meldung im Schwäbischen Merkur

Wenige Stunden nach dem Unglück trafen Beileidstelegramme des Königs und der Königin in Nagold ein, abends erschien Innenminister Johann von Pischek als Vertreter der Regierung vor Ort. Auch Regierungspräsident Friedrich von Hofmann als Vertreter des Schwarzwaldkreises fuhr noch am Tag des Unglücks nach Nagold, ebenso Oberstaatsanwalt Cless vom Landgericht Tübingen, der mit dem Oberamtsrichter Sigel die Ermittlungen aufnahm.
In den folgenden Tagen erschienen ausgiebige Presseberichte und es entwickelte sich ein reger Katastrophentourismus. Am Palmsonntag 1906 fuhren so viele Fahrzeuge nach und durch Nagold, dass „der Straßenstaub wie gerippt erschien von den Gleisen“. Die Buchdruckerei des Amtsblattes Gesellschafter verkaufte Sonderausgaben und Ansichten des Unglückshauses. Wenig später brachte der Verlag I. Junginger eine Broschüre mit dem Titel Die Katastrophe in Nagold heraus, in der von 55 Todesopfern die Rede war. Besonders wurde des Schicksals der Magd der Familie Neudeck gedacht, die kurz vor dem Unglück von dem Einsturz des Gasthauses geträumt haben soll und unter den Toten war. Neben grausigen Details der einzelnen Todesfälle wurde auch von wunderbaren Rettungen berichtet.
Am 7. April trat der Gemeinderat zusammen und beschloss, nicht nur an der für denselben Abend geplanten Beisetzung der Nagolder Opfer auf dem Friedhof bei der Egidiuskirche teilzunehmen, sondern auch ein gemeinschaftliches Grab mit Umzäunung und Denkmal, das nicht vor dem Jahr 2000 angetastet werden dürfe, über die Stadt zu finanzieren. Auch die Kosten für die Trauermusik sowie für den Wagen, in dem Hofmarschall von Neurath und Staatsminister von Pischek abgeholt werden sollten, sollte die Stadt tragen. Ferner sollten die Aufräumarbeiten an der Unglücksstelle vorangetrieben und Personen, die durch das Unglück in dringende Not geraten waren, rasch unterstützt werden.
Die gemeinschaftliche Beerdigung der Opfer aus Nagold fand am frühen Abend des 7. April 1906 statt. Für die Hinterbliebenen und gesundheitlich Geschädigten wurde eine Spendenaktion ins Leben gerufen und ein Hilfsverein gegründet, der für die Auszahlung von Renten an die Opfer zuständig war. Bis in die 1940er-Jahre wurden Auszahlungen getätigt; für 1942 sind noch sechs Witwen und sechs Verletzte als Anspruchsberechtigte vermerkt.
Neben den freiwilligen Leistungen, die Spender aufbrachten, wurden Folgekosten des Unglücks auch von der Stadt Nagold getragen. Sie zahlte zunächst 596 Mark für die Behandlung der Verletzten und 437 Mark für die Beseitigung von Trümmern, die den Verkehr in der Marktstraße behinderten. Diese wurden zunächst auf die „Insel“ gebracht, dann aber in die städtischen Gärten an der Calwer Straße transportiert, da sie bei Hochwasser sonst eine Gefahr dargestellt hätten. Um diese Kosten wieder auszugleichen, versuchte die Stadt das noch verwertbare Bauholz aus dem eingestürzten Gasthof für sich nutzbar zu machen, wogegen Theodor Neudeck aber Einspruch erhob. Schadensersatzansprüche der württembergischen Baugewerksgenossenschaft an die Stadt Nagold wurden zunächst mit 67.155 Mark beziffert. In einem Vergleich einigte man sich schließlich auf 30.000 Mark.
Ferner sollte nach dem Beschluss des Gemeinderates vom 7. April 1906 das Grabmal auf dem Nagolder Friedhof von der Stadt finanziert werden. Man setzte die Kosten dafür auf 1000 bis 1500 Mark fest, allerdings „in der Hoffnung, daß sich der Aufwand der unteren Grenze nähere“. Regierungsbaumeister Schuster legte einen Entwurf vor, der mit kleinen Änderungswünschen gebilligt und von Stadtbaumeister Lang ausgeführt wurde. Am 13. Oktober 1907 wurde die Anlage eingeweiht. Die Gräber der Nagolder Opfer sind mit einheitlichen Steinplatten bezeichnet und um die Kapelle herum angeordnet, in deren Innerem sich eine Tafel mit den Namen der Todesopfer befindet. Zwei Grabsteine für Mitglieder der Bauunternehmerfamilien sind aufwändiger gestaltet und stehen an der Rückseite der Kapelle.
Vom Gasthof „Hirsch“ in Nagold ist der Gasthausausleger mit der plastischen Darstellung eines Hirsches erhalten geblieben und aus den Trümmern geborgen worden. Er existiert noch als Wirtshauszeichen des Gasthofs „Hirsch“ in Überberg. Dieses Haus war 1905 abgebrannt und 1906 neu errichtet worden.

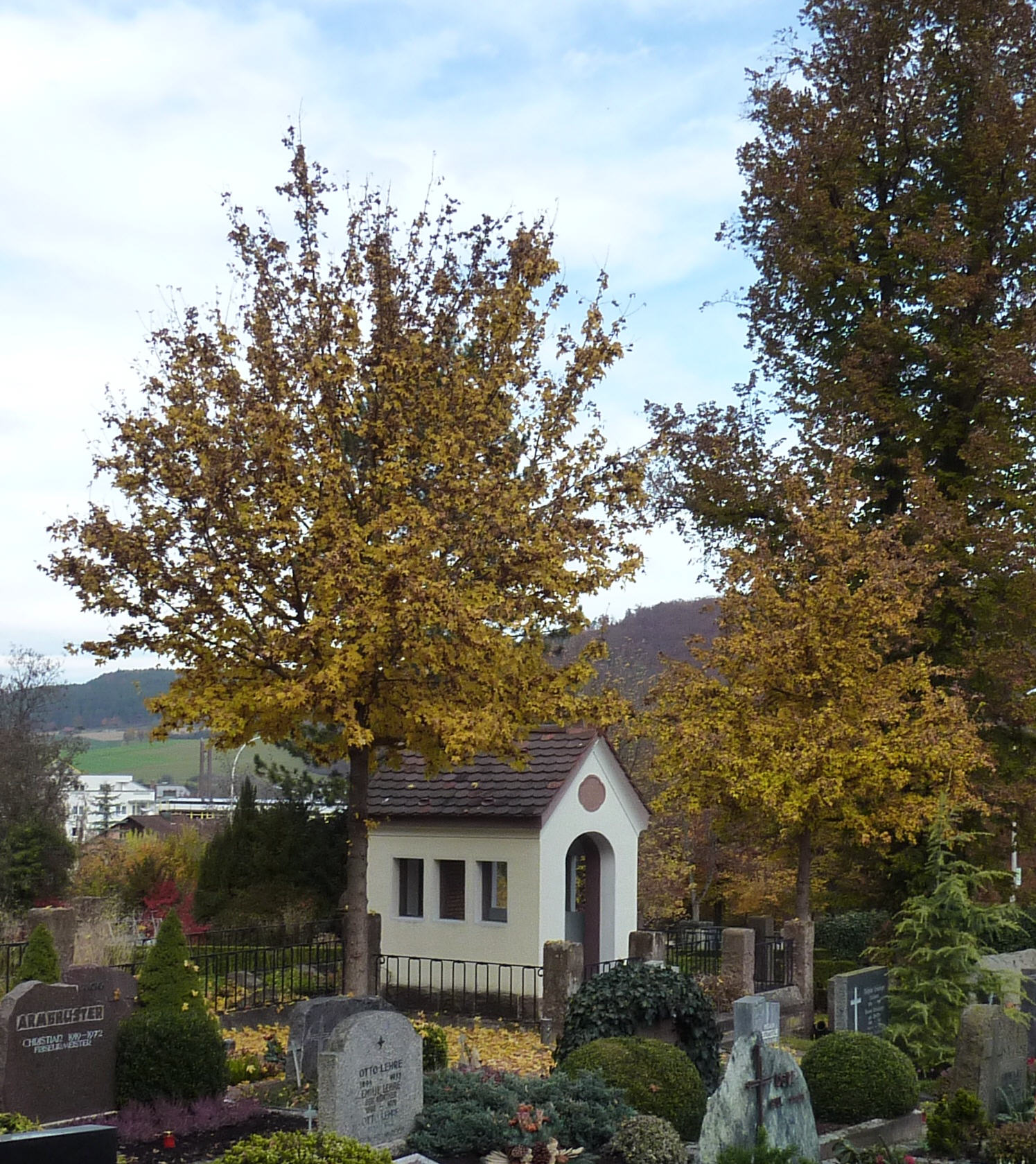
Die Kapelle auf dem Nagolder Friedhof
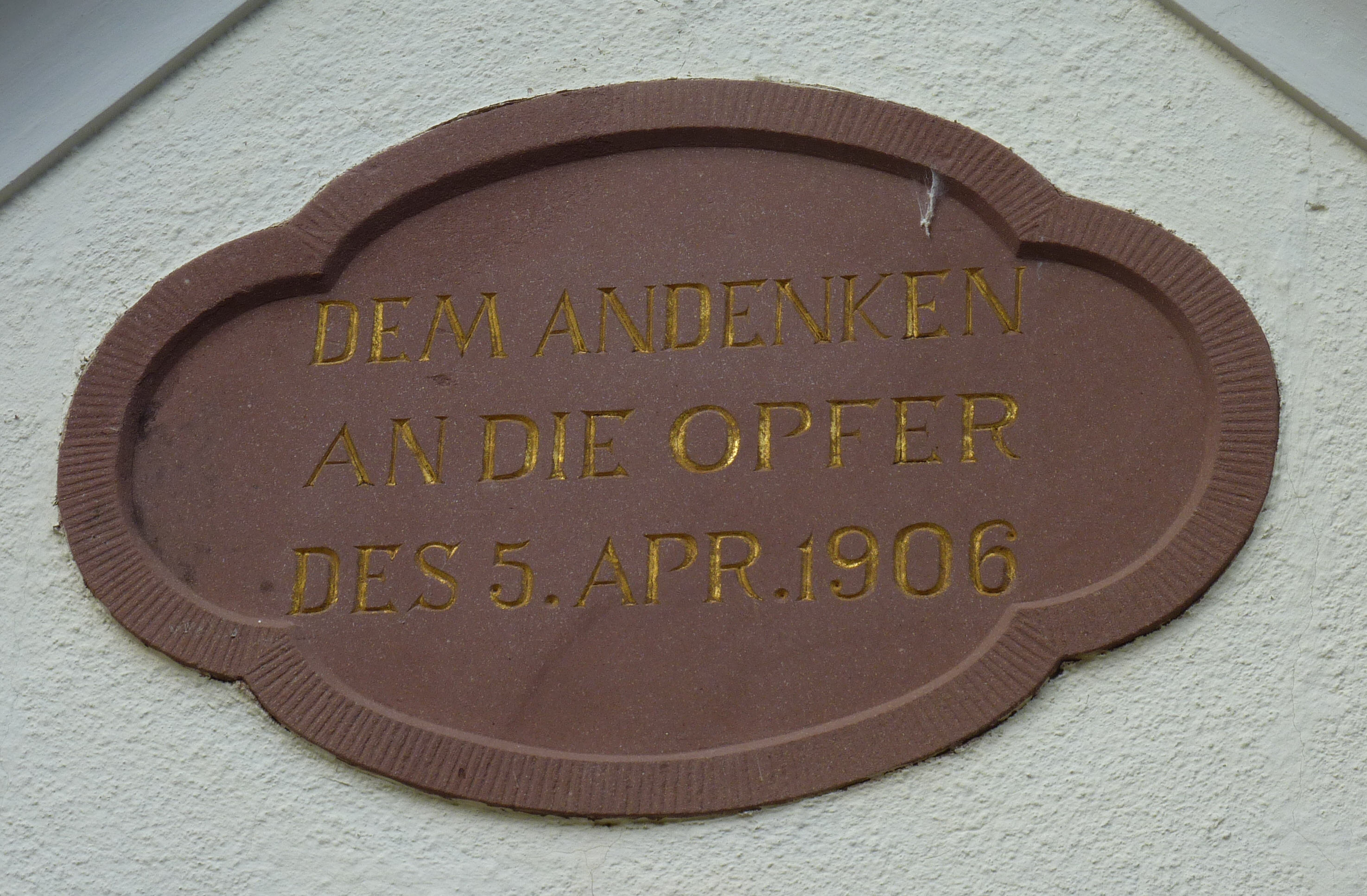
Inschrift im Giebelfeld
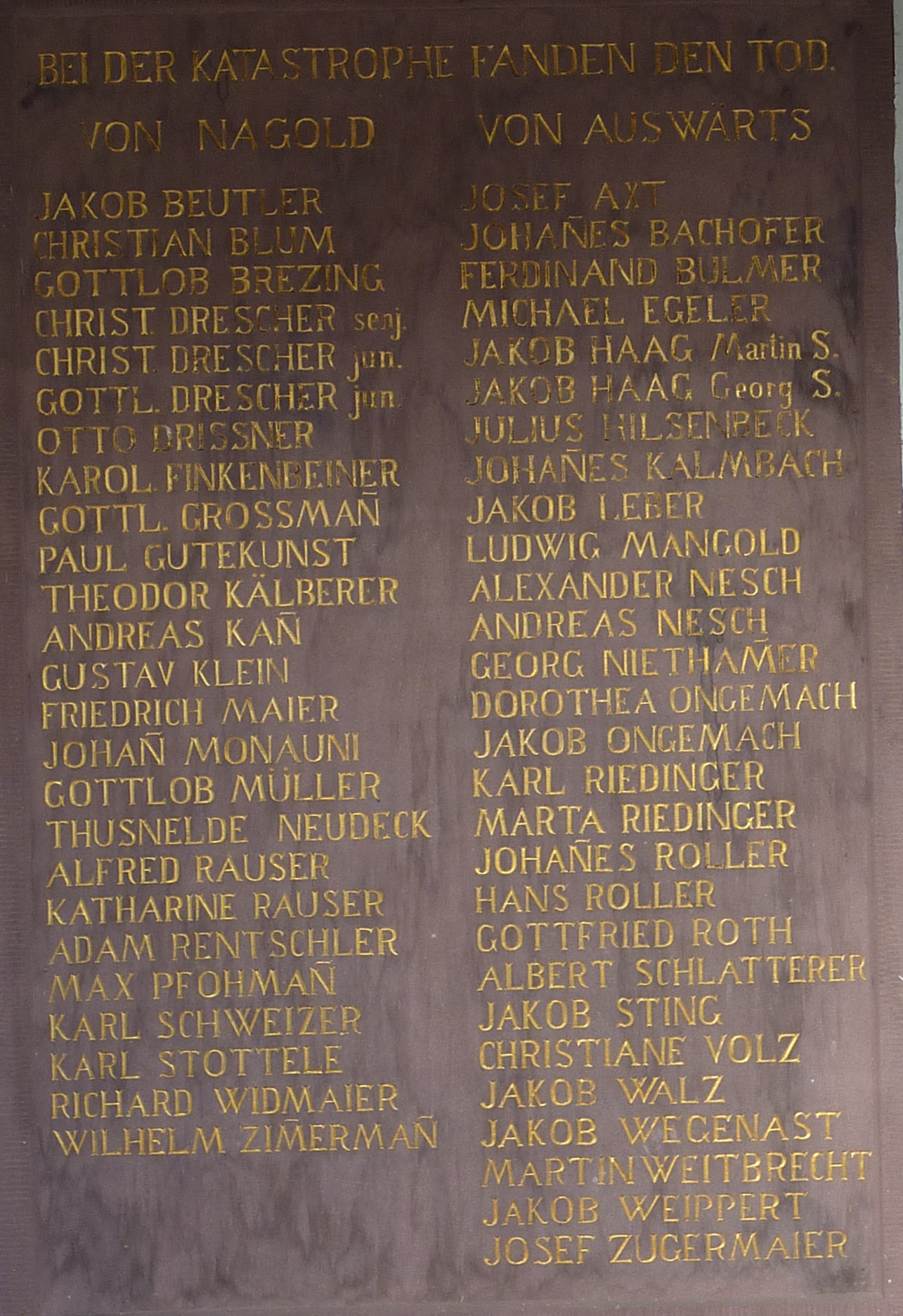
Die Namen der Toten
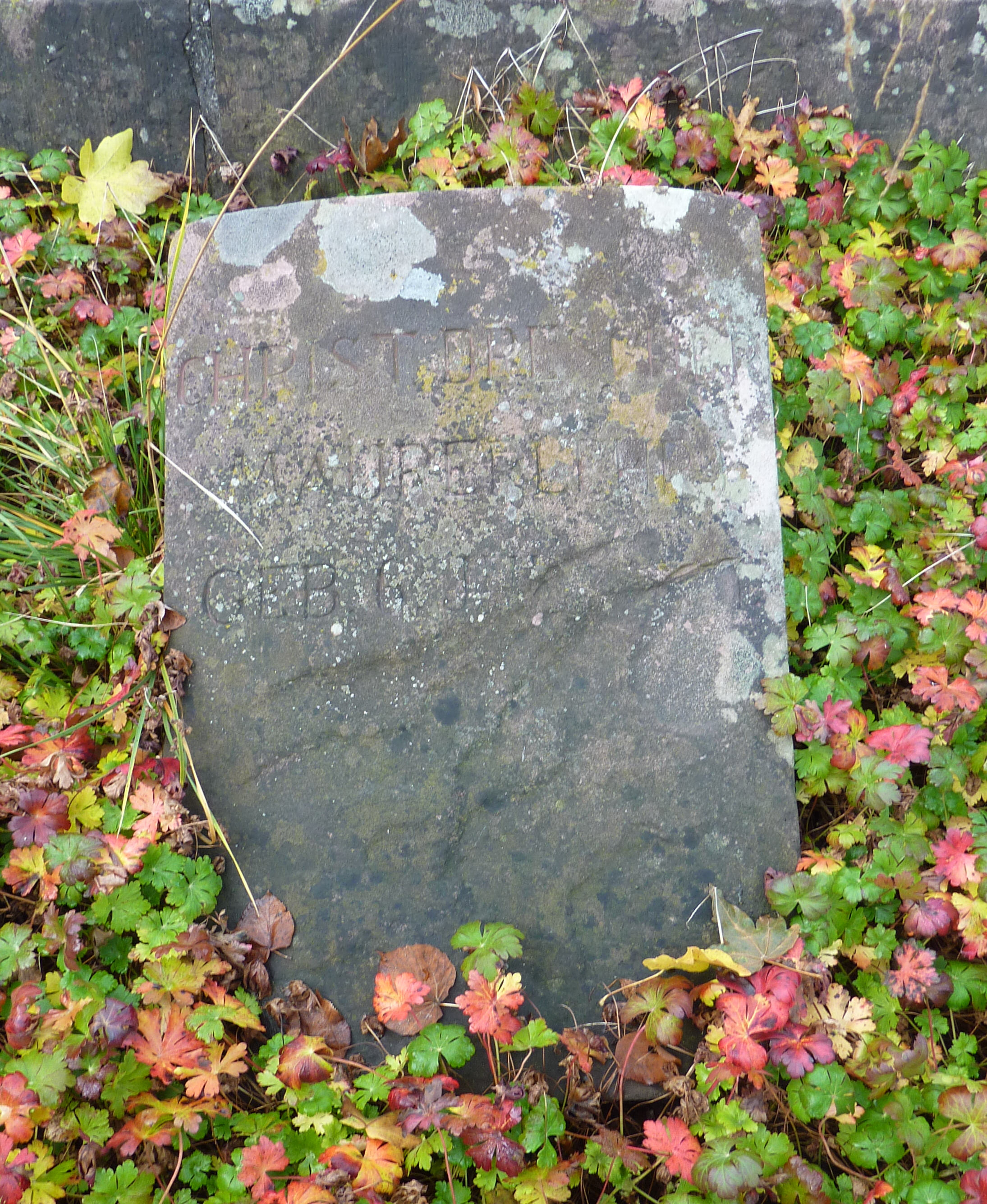
Einer der einheitlich gestalteten Grabsteine
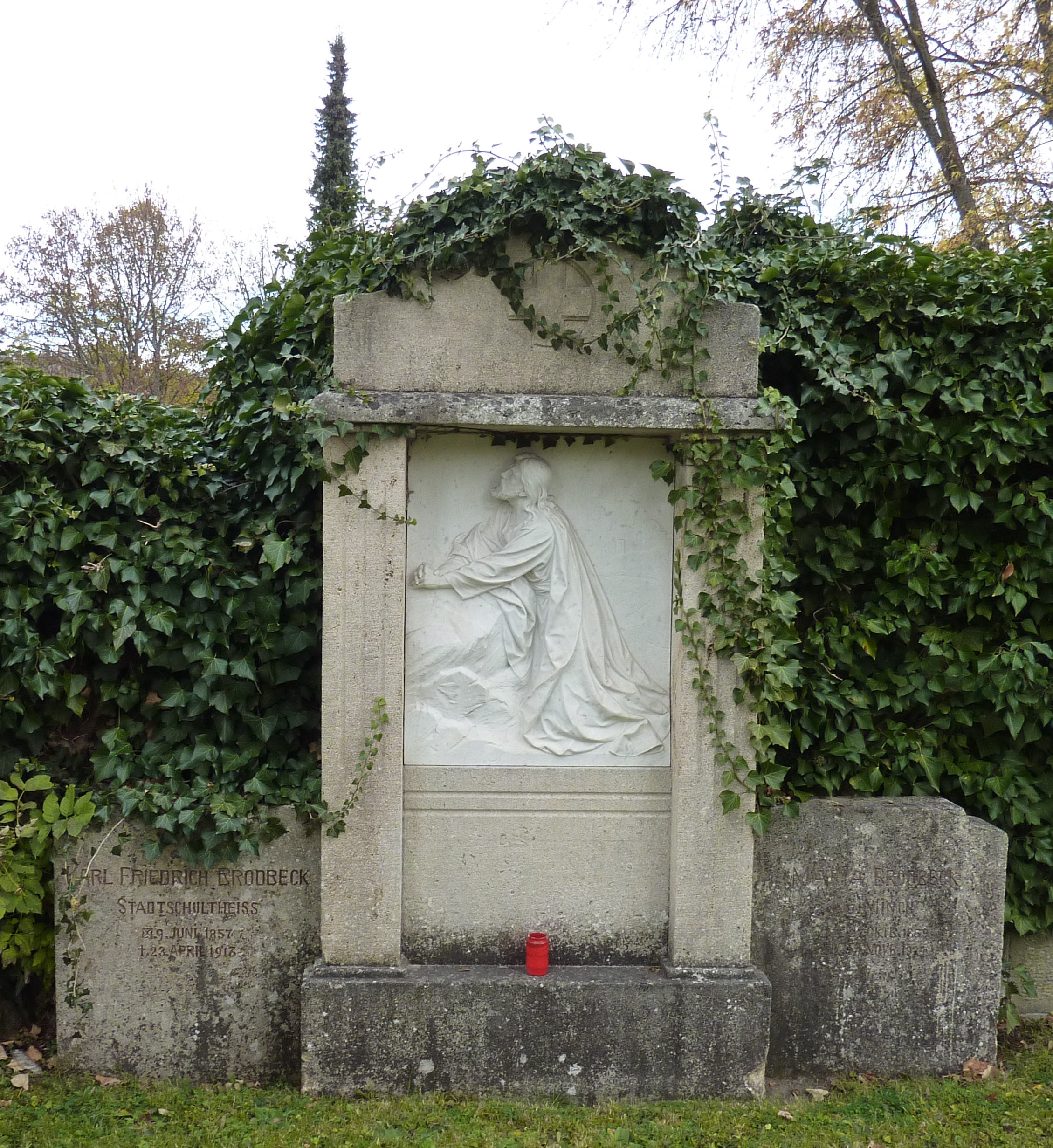
Stadtschultheiß Brodbeck war zur Zeit der Katastrophe im Amt

## Prozess und Schicksal Rückgauers

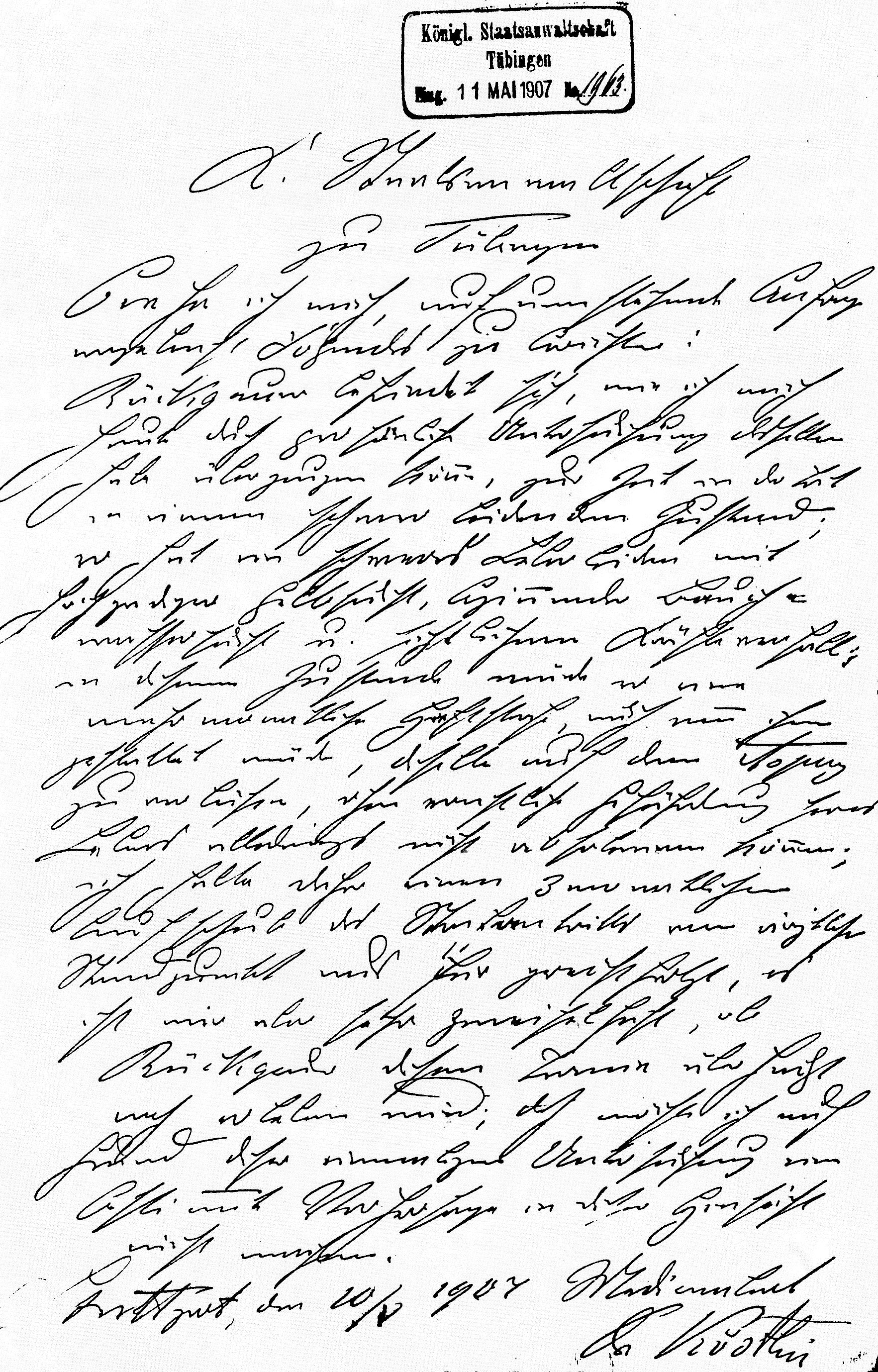
Ärztliches Zeugnis über die Haftunfähigkeit Rückgauers

Rückgauer äußerte sich am 16. April 1906 in einem Schreiben an Baurat Schmid über den Unglücksfall. Darin gab er den Personen, die sich innerhalb des Gebäudes aufgehalten und bewegt hätten, die Schuld am Einsturz: „Ich und meine Leute haben die Eindringlinge von unserem Arbeitsplatz ausgewiesen, aber für Gäste und Freunde des Gasthofbesitzers Neudeck, welche alsbald in die Wirtschaft im 1. Stock wollten, hatte ich keine Gewalt. Diese Leute kamen teils weit her und wollten sich mit dem Gasthof in dessen Wirtschaft heben lassen, veranlaßt durch die Zeitungsposaune und das Ausschreiben einer Metzelsuppe, wovon ich vorher nichts wußte.“ Aber nicht die Gäste im ersten Stock, sondern die im zweiten seien eigentlich die Auslöser des Unglücks gewesen. Sie seien zwischen den Fenstern hin- und hergerannt und hätten so den Bau ins Schwanken gebracht, bis er schließlich in sich zusammengebrochen sei. Ebenso argumentierte Rückgauer dann auch vor Gericht. Sein Werkführer Kübler äußerte sich vor Gericht ähnlich. Auch ein Zeuge berichtete, er habe bei früheren Besuchen von Tanzveranstaltungen im Gasthof „Hirsch“ wahrgenommen, dass der Boden des Saales im zweiten Stock leicht ins Schwanken zu bringen gewesen sei.
Uneinigkeit herrschte bei den vernommenen Zeugen über etwaigen Alkoholkonsum Rückgauers am Tag der Hebung. Der Wirt des Grünen Baumes in Altensteig, Louis Kappler, erklärte jedoch, am 3. April 1903, als sein Wirtshaus gehoben worden sei, habe Rückgauer eine Einladung zum Wein mit der Begründung, er müsse jetzt bei seiner Arbeit sein, abgelehnt. Eine verminderte Schuldfähigkeit Rückgauers aufgrund Alkoholgenusses wurde vom Gericht denn auch nicht angenommen, obwohl sein Hausarzt ihn als Gewohnheitstrinker und Sanguiniker beschrieben hatte. Rückgauer wurde schließlich zu sechs Monaten Gefängnisstrafe verurteilt.
Die Hauptverhandlung fand vom 15. bis zum 20. Oktober 1906 vor der Strafkammer des Landgerichts Tübingen statt, einen Revisionsantrag stellte die Verteidigung im November desselben Jahres, scheiterte aber damit. Rückgauer sollte am 6. Mai 1907 seine Strafe in Rottenburg antreten. Es wurde jedoch ein Strafaufschub erwirkt, weil Rückgauer zu diesem Zeitpunkt schwer krank war. Er litt an einem Leberleiden mit Gelbsucht und Bauchwassersucht sowie allgemeinem Kräfteverfall. Schon während der Gerichtsverhandlung hatte er einen gebrochenen Eindruck gemacht: „Rückgauer selbst […] machte den erbarmungswürdigen Eindruck eines äußerlich und innerlich vollkommen zusammengebrochenen Mannes. Immer mehr krümmte sich sein Rücken, immer tiefer sank der Kopf vornüber, alle […] Fragen beantwortete er mit matter, tonloser Stimme […]“, schrieb ein Zeuge des Gerichtsverfahrens. Rückgauer starb am 31. Mai 1907.